# Râul Falcău, Calul
/
Râul Falcău este un curs de apă, afluent al râului Calul. Se formează la confluența brațelor Moara Dracului și Rareșu

## Hărți
- Harta Munții Tarcău  Arhivat în 22 februarie 2010, la Wayback Machine.